# Monnina coriacea
Monnina coriacea är en jungfrulinsväxtart som beskrevs av Chod.. Monnina coriacea ingår i släktet Monnina och familjen jungfrulinsväxter. Inga underarter finns listade i Catalogue of Life.